# Onalaska (Texas)
Onalaska é uma cidade localizada no estado norte-americano do Texas, no Condado de Polk.

## Demografia
Segundo o censo norte-americano de 2000, a sua população era de 1.174 habitantes.
Em 2006, foi estimada uma população de 1.533, um aumento de 359 (30.6%).

## Geografia
De acordo com o United States Census Bureau tem uma área de
5,5 km², dos quais 5,5 km² cobertos por terra e 0,0 km² cobertos por água. Onalaska localiza-se a aproximadamente 61 m acima do nível do mar.

## Localidades na vizinhança
O diagrama seguinte representa as localidades num raio de 24 km ao redor de Onalaska.